# Acletoa
Acletoa, monotipski rod crvenih alga smješten u porodicu Phyllophoraceae. Jedina je vrsta A. tarazonae, morska alga uz središnju obalu Perua.
Ime vrste dano je u čast dr. Juana Tarazone.